# (1115) Sabauda
(1115) Sabauda ist ein Asteroid des Hauptgürtels, der am 13. Dezember 1928 von dem italienischen Astronomen Luigi Volta in Pino Torinese entdeckt wurde.
Der Name des Asteroiden ist vom lateinischen Namen der Dynastie Savoyen abgeleitet.